# 1886 na música

## Nascimentos
| Data           | Nome                             | Profissão | Nacionalidade | Observações | Ref |
| -------------- | -------------------------------- | --------- | ------------- | ----------- | --- |
| 1 de Julho     | Artur de Souza Nascimento (Tute) | músico    | Brasil        | m. 1957     |     |
| 14 de Novembro | José Agostinho da Fonseca        | músico    | Brasil        | m. 1945     |     |

## Mortes
| Data          | Nome                | Profissão  | Nacionalidade | Observações | Ref |
| ------------- | ------------------- | ---------- | ------------- | ----------- | --- |
| 17 de Janeiro | Amilcare Ponchielli | compositor | Itália        | n. 1834     |     |
| 31 de Julho   | Franz Liszt         | compositor | Hungria       | n. 1811     |     |